# Nemanja Maksimović
Nemanja Maksimović, född 26 januari 1995, är en serbisk fotbollsspelare som spelar för spanska Getafe.

## Klubbkarriär

### Domžale
Maksimović började sin proffskarriär i slovenska Domžale. Maksimović debuterade i Slovenska Prva Liga den 18 oktober 2013 i en 2–2-match mot Zavrč, där han blev inbytt i den 71:a minuten mot Žiga Kous.

### Astana
Den 7 februari 2015 skrev Maksimović på ett 2,5-årskontrakt med kazakiska Astana.

### Valencia
Den 2 juli 2017 värvades Maksimović av Valencia, där han skrev på ett femårskontrakt. Maksimović debuterade i La Liga den 18 augusti 2017 i en 1–0-vinst över Las Palmas, där han blev inbytt i den 89:e minuten mot Carlos Soler.

### Getafe
Den 16 juli 2018 värvades Maksimović av Getafe, där han skrev på ett sexårskontrakt.

## Landslagskarriär
Maksimović debuterade för Serbiens landslag den 23 mars 2016 i en 1–0-förlust mot Polen, där han blev inbytt i den 74:e minuten mot Luka Milivojević. I november 2022 blev Maksimović uttagen i Serbiens trupp till VM 2022.

## Meriter

### Klubblag
Astana
- Premjer Ligasy: 2015, 2016
- Kazakiska supercupen: 2015
- Kazakiska cupen: 2016

### Landslag
Serbien
- U19-EM: 2013
- U20-VM: 2015